# Frassilongo
Frassilongo (Mocheno: Garait; tiếng Đức: Gereut) là một đô thị ở tỉnh Trento ở vùng Trentino-Alto Adige/Südtirol của Ý, tọa lạc cách 14 km về phía đông của Trento. Tại thời điểm ngày 31 tháng 12 năm 2004, đô thị này có dân số 354 người và diện tích là 16,7 km².
Frassilongo giáp các đô thị: Sant'Orsola Terme, Fierozzo, Roncegno, Vignola-Falesina, Pergine Valsugana, Novaledo và Levico Terme.
Trong cuộc điều tra dân số năm 2001, 340 người trên tổng cộng 357 người (95,24%) tuyên bố rằng họ thuộc thành viên của nhóm ngôn ngữ Mòchenlo.